# Deux romans - 1. Le Roman du docteur 2. Le Roman du reporter
Deux romans – 1. Le Roman du docteur 2. Le Roman du reporter (en russe  :  Dva romana, 1 Roman doktora, 2 Roman reportera) est une nouvelle d’Anton Tchekhov, parue en 1883.

## Historique
Deux romans – 1. Le Roman du docteur 2. Le Roman du reporter  est initialement publié dans la revue russe Les Éclats, no 2, du 8 janvier 1883, sous le pseudonyme de l’Homme sans rate. 

## Résumé
Avec humour et sous la forme d’une ordonnance de médecin, l’auteur décrit les atouts d’une demoiselle, la dot, le mariage, les cris de sa femme et de sa belle-mère. Il prescrit l’ablation de la langue selon une méthode décrite par Charcot. La femme ayant appris à parler avec les doigts, il préconise de la munir de moufles pour avoir la paix.
Puis, dans un langage journalistique (bon à tirer, censure, vente au numéro, etc.), un homme décrit son mariage, sa déception, le lendemain de la noce, les tromperies de madame et, finalement, son renvoi chez ses parents.

## Édition française
- Deux romans – 1. Le Roman du docteur 2. Le Roman du reporter, dans Œuvres de A. Tchekhov 1883, traduit par Madeleine Durand et Édouard Parayre, Les Éditeurs Français Réunis, 1952, numéro d’éditeur 431.